# 郝字
郝字，明朝人，是一名明朝政治人物。
郝字曾于1618年接替吕浚任上海县知县一职，1622年由鲍奇模接任。